# Mimela nubeculata
Mimela nubeculata är en skalbaggsart som beskrevs av Lin 1990. Mimela nubeculata ingår i släktet Mimela och familjen Rutelidae. Inga underarter finns listade i Catalogue of Life.